# Тейлор, Телфорд
Телфорд Тейлор (англ. Telford Taylor, 24 февраля 1908, Скенектади, Нью-Йорк — 23 мая 1998, Нью-Йорк) — известный американский юрист, профессор права. Обвинитель на 9-м малом нюрнбергском процессе 1946 г. Кроме него, главным обвинителем на этом же процессе был Бенджамин Ференц.
В годы Второй мировой войны Тейлор — сотрудник американской разведывательной службы и занимается розыском руководящих членов НСДАП и прочих военных преступников. Как преемник Роберта Джексона на посту главного обвинителя на Нюрнбергском процессе добивается осуждения нацистских преступников и их политических организаций.
После окончания войны работал профессором в различных американских университетах, развивая в то же время научный опыт, наработанный во время процесса в Нюрнберге. Во время войны во Вьетнаме выступал резко критически в отношении практики ведения США военных действий и требовал применять положения Нюрнберга также в отношении преступлений, совершённых военными США во Вьетнаме.

## Карьера

### Ранняя карьера
В 1930-е годы Тейлор работал в нескольких государственных учреждениях. К 1935 году он предоставил юридическую консультацию (помощь, среди прочего, Макса Ловенталя) подкомитету Сенатского комитета по межгосударственной торговле под председательством Бертона К. Уилера, в состав которого входил недавно избранный Гарри С. Трумэн. В 1940 году он стал главным юрисконсультом Федеральной комиссии по связи.

### Вторая мировая война и Нюрнберг
После начала Второй мировой войны Тейлор присоединился к армейской разведке в качестве майора 5 октября 1942 года, возглавив американскую группу в Блетчли-парке, которая отвечала за анализ информации, полученной из перехваченных немецких сообщений с использованием шифрования ULTRA. Он получил звание подполковника в 1943 году и посетил Англию, где участвовал в переговорах по соглашению BRUSA 1943 года. В 1944 году он получил звание полковника и был назначен в команду Роберта Х. Джексона, которая помогла разработать Лондонский устав Международного военного трибунала (МВТ), правовую основу дляНюрнбергский процесс.
На Нюрнбергском процессе он первоначально работал помощником главного юрисконсульта Роберта Х. Джексона и в этой функции был прокурором США по делу Верховного командования. В обвинительном заключении по этому делу содержится призыв к тому, чтобы Генеральный штаб армии и Верховное командование вооруженных сил Германии считались преступными организациями; свидетелями были несколько оставшихся в живых немецких фельдмаршалов. Обе организации были оправданы.
Когда Джексон ушел с поста прокурора после первого (и единственного) судебного разбирательства в МВТ и вернулся в США, Тейлор получил звание бригадного генерала и сменил его 17 октября 1946 года на посту главного юрисконсульта на оставшихся двенадцати судебных процессах в США. Нюрнбергский военный трибунал. На этих процессах в Нюрнберге 163 из 200 подсудимых были признаны виновными по некоторым или всем пунктам обвинительного заключения.
Хотя Тейлор не был полностью удовлетворен результатами Нюрнбергского процесса, он считал их успешными, поскольку они создали прецедент и определили правовую основу для преступлений против мира и человечности. В 1950 году Организация Объединенных Наций кодифицировала наиболее важные заявления этих процессов в семи Нюрнбергских принципах.

### Маккартизм и Вьетнам
После Нюрнбергского процесса Тейлор вернулся к гражданской жизни в Соединенных Штатах, открыв частную юридическую практику в Нью-Йорке. Его все больше беспокоила деятельность сенатора Джозефа Маккарти, которую он резко критиковал. В речи в Вест-Пойнте в 1953 году он назвал Маккарти «опасным авантюристом», назвал его тактику «злобным оружием ультраправых против их политических противников» и раскритиковал президента Дуайта Эйзенхауэра за то, что он не остановил «постыдное злоупотребление Маккарти полномочиями Конгресса по проведению расследований». Он защищал нескольких жертв маккартизма, предполагаемых коммунистов или лжесвидетелей. Хотя он проиграл эти два дела (приговор Бриджеса к пяти годам тюремного заключения был позже отменен Верховным судом, а шестилетний приговор Скейлза был смягчен через год), его не смутили нападки Маккарти на него, и он ответил, написав книга «Великое расследование: история расследований Конгресса», опубликованная в 1955 г.
В 1959 году он работал техническим консультантом и рассказчиком в телевизионной постановке «Нюрнбергский суд».
В 1961 году Тейлор присутствовал на суде над Эйхманом в Израиле в качестве полуофициального наблюдателя и выразил обеспокоенность тем, что суд проводится на основании несовершенного устава.
Тейлор стал профессором Колумбийского университета в 1962 году, где в 1974 году он стал профессором права в Нэше. В 1966 году он был избран членом Американской академии искусств и наук.  Он был одним из очень немногих профессоров, которые отказались подписать заявление, опубликованное Колумбийской школой права, в котором воинственные студенческие протесты в Колумбии в 1968 году назывались выходящими за «допустимые пределы» гражданского неповиновения. Тейлор очень критически относился к поведению американских войск во Вьетнамской войне и в 1971 году призвал президента Ричарда Никсона создать национальную комиссию для расследования конфликта. Он резко критиковал военный трибунал над лейтенантом Уильямом Келли, командующим войсками США, участвовавшими в резне в Май Лай, поскольку в нем не участвовали высокопоставленные офицеры.
Тейлор назвал бомбардировку столицы Северного Вьетнама Ханоя в 1972 году «бессмысленной и аморальной». Он предложил CBS описать и объяснить свои взгляды, но сеть отказалась их транслировать, потому что сочла их «слишком горячими, чтобы с ними справиться». В декабре 1972 года он посетил Ханой вместе с музыкантом и активистом Джоан Баэз и другими, среди них был Майкл Аллен, заместитель декана Йельской школы богословия.
Тейлор опубликовал свои взгляды в книге «Нюрнберг и Вьетнам: американская трагедия» в 1970 году. Он утверждал, что по стандартам, принятым на Нюрнбергском процессе, поведение США во Вьетнаме и Камбодже было столь же преступным, как и поведение нацистов во время Второй мировой войны. По этой причине он выступал за судебное преследование американских летчиков, участвовавших в бомбардировках Северного Вьетнама.

### Дальнейшая жизнь
В 1976 году Тейлор, который уже был приглашенным профессором Гарвардской и Йельской школ права, принял новую должность в Школе права Бенджамина Н. Кардозо Университета Йешива, став одним из основателей факультета, продолжая преподавать в Колумбийском университете. Его книга 1979 года «Мюнхен: цена мира» получила премию Национального кружка книжных критиков как «лучшее научно-популярное произведение». В 1980-х годах он расширил свою юридическую деятельность на спорт и стал «специальным мастером» по разрешению споров в НБА. Его 700-страничные мемуары 1992 года о Нюрнбергском процессе (см. библиографию) раскрывают, как нацистский лидер Герман Геринг«обманул палача», приняв контрабандный яд.
Тейлор вышел на пенсию в 1994 году.

## Личная жизнь и смерть
Тейлор дважды был женат; сначала Мэри Эллен Уокер в 1937 году. У него остались трое детей, Джоан, Эллен и Джон.
Во время службы в Блетчли-парке у него был роман с Кристин Брук-Роуз, которая позже стала писателем и критиком, но тогда была британским офицером в Блетчли. Роман привел к прекращению брака Брук-Роуз, хотя отношения Тейлора и Уокера продолжались еще несколько лет после этого.
В 1974 году он женился на Тоби Голике, родив троих детей, которые пережили его: Бенджамина, Сэмюэля и Урсулу.
Тейлор умер в возрасте 90 лет 23 мая 1998 года в больнице Святого Луки-Рузвельта на Манхэттене после инсульта.

## Награды
Вот список его наград:
- Армейская медаль за выдающиеся заслуги
- Медаль американской кампании
- Медаль за европейско-африканско-ближневосточную кампанию
- Медаль Победы во Второй мировой войне
- Медаль оккупационной армии
- Офицер Высшего Ордена Британской Империи